# Julodis nemethi
Julodis nemethi es una especie de escarabajo del género Julodis, familia Buprestidae. Fue descrita científicamente por Théry en 1932.